# ریوتارو اونیشی
ریوتارو اونیشی (ژاپنی: 大西 遼太郎؛ زادهٔ ۲۴ نوامبر ۱۹۹۷) یک بازیکن فوتبال اهل ژاپن است.
از باشگاه‌هایی که در آن بازی کرده‌است می‌توان به باشگاه فوتبال گیفو اشاره کرد.